# Schneverdingen
Schneverdingen er en bykommune i Landkreis Heidekreis i den centrale del af den tyske delstat Niedersachsen. Byen og kommunen har et areal på 234,58 km², og et indbyggertal på godt 18.700 mennesker (2013).

## Geografi
Schneverdingen ligger midt i Lüneburger Heide mellem Soltau mod syd, Rotenburg (Wümme) mod vest og Buchholz in der Nordheide mod nord. Øst for Schneverdingen begynder Naturpark Lüneburger Heide. Sydøst for byen, i Pietzmoor, har floden Böhme sit udspring.
Ud over Schneverdingen ligger i kommunen landsbyerne: Ehrhorn, Großenwede, Heber, Insel, Langeloh, Lünzen, Schülern, Wesseloh, Wintermoor og Zahrensen.